# History
History (conocido como The History Channel desde 1995 hasta 2008) es un canal de televisión por suscripción propiedad de A&E Networks. El canal, en sus primeros años, emitía documentales y series de ficción de género histórico-bélico como parte de su programación. Actualmente, ha emitido programación no relacionadas con la historia; como por ejemplo, series como Pawn Stars, Ax Men, programas de telerrealidad. Varios científicos, historiadores y espectadores escépticos han criticado al canal por emitir pseudo documentales y programación de investigación sensacionalista, como Ancient Aliens, UFO Hunters, Brad Meltzer's Decoded y Efecto Nostradamus.
Hasta febrero de 2015, cerca de 96 millones de hogares estadounidenses (82.6% de hogares con televisión) reciben History. Han sido lanzadas varias versiones del canal al mercado internacional, las cuales están disponibles en Europa, Latinoamérica, Medio Oriente, Canadá, la India y Australia.

## Historia

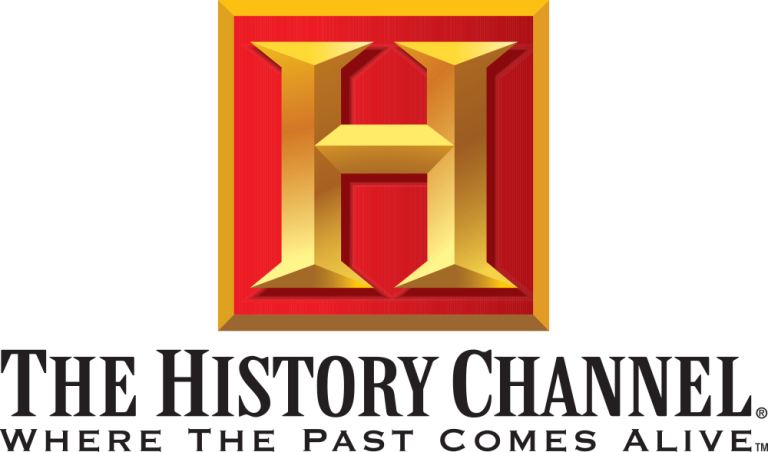
Logotipo original de History Channel, utilizado desde el 1 de enero de 1995 hasta el 16 de febrero de 2008.

History fue estrenado el 1 de enero de 1995 en Estados Unidos. El canal es propiedad de A+E Networks.
El canal tiene varias versiones, en Reino Unido desde 1995, Irlanda y Canadá desde 1997, Italia desde 2003, Alemania desde 2004, Países Bajos desde 2007, Polonia desde 2008, y parte del continente asiático desde 2005.
La red también está actualmente disponible en India bajo un trato entre STAR TV (una subsidiaria de la News Corporation) y AETN International, además en España y Portugal el canal opera bajo licencia a cargo de AMC Networks International Iberia con el nombre de Canal Historia.

Logo History, utilizado desde 2008 hasta 2015.

El 16 de febrero de 2008 fue estrenado un nuevo logo en la versión estadounidense, manteniendo la letra "H" dorada y con una nueva flecha roja en la izquierda, que indica ¨Play¨. El 20 de marzo de 2008, la versión estadounidense de The History Channel se transformó simplemente en History.
El 3 de noviembre de 2008 se realiza el mismo cambio en la señal para Latinoamérica. El 1 de abril de 2013 se lanza una versión del canal denominada H2.

Logotipo de History, utilizado desde el 1 de junio de 2015 hasta el 6 de diciembre de 2021.

El 1 de junio de 2015, el logo se actualiza ligeramente, eliminando por completo la forma de triángulo a la izquierda. En Latinoamérica es para noviembre.

## Programación
Los ahora escasos programas relacionados sobre historia se abordan siguiendo temas relacionados y organizados en semanas temáticas y maratones diarios. Los temas incluyen historia militar (especialmente la Segunda Guerra Mundial), historia militar medieval, los siglos XIX, XX y XXI, ingeniería moderna y biografías de personajes antiguos.
En su parrilla caben desde programas que comparan la cultura y tecnología contemporánea con el pasado, otros con teorías conspirativas, con interpretaciones religiosas y shows de tipo reality que en parte están relacionado con la historia antigua o moderna. Además ha incluido en su programación miniseries basadas en hechos reales, por ejemplos, The Kennedys (2011), La Biblia (2013) y Houdini (2014)
Por ser una red basada en EE. UU., The History Channel emite numerosos documentales sobre la historia de los Estados Unidos y de la civilización occidental. The History Channel mantiene una fundación sin ánimo de lucro llamada Save Our History ("Salvar nuestra historia" en español), dedicada a la preservación de la historia, es decir, de sitios históricos y artefactos.
En Latinoamérica, España y Portugal, a partir de 2010 el tenor y la variedad de la programación sufrieron un cambio drástico, quedando ocupada casi la totalidad de la parrilla programática por repeticiones de los reality shows El precio de la Historia y en mucha menor medida Los restauradores. El resto de la programación se dedicaba en su mayor parte a programas sobre extraterrestres que supuestamente intervienen en la Historia humana, y un documental sobre historia del universo presentado por Morgan Freeman. Los documentales de historia sin extraterrestres ocupaban una minoría de la parrilla.

## Crítica
El canal fue criticado con frecuencia por científicos y escépticos por transmitir documentales y programas de investigación pseudocientíficos, conspiradores o de entretenimiento poco o nada históricos, principalmente Alienígenas ancestrales.
Al principio de sus emisiones se le denominaba jocosamente como "El Hitler Channel", debido a su amplia cobertura de la Segunda Guerra Mundial y los numerosos documentales sobre la figura de Adolf Hitler. Sin embargo, gran parte de su programación de temática militar (en Estados Unidos) se ha desplazado a sus cadenas hermanas: Military History y/o H2.